# مه (فیلم ۲۰۰۷)
مه (به انگلیسی: The Mist) فیلمی در ژانر علمی–تخیلی و وحشت به کارگردانی فرانک دارابونت است که براساس داستان کوتاهی به همین نام اثر استیون کینگ در سال ۲۰۰۷ ساخته شده‌است. پس از فيلم‌های رستگاری در شاوشنک و مسیر سبز این سومین فیلمی است که فرانک دارابونت فیلمنامه‌اش را بر اساس یکی از رمان‌های استیون کینگ نوشته و آن را کارگردانی کرده‌است. پایان فیلم نسبت به پایان کتاب به‌طور کلی فرق کرده‌است و چند شخصیت هم توسط خود دارابونت به فیلم‌نامه اضافه شدند؛ در حالی که در داستان وجود نداشته‌اند. کینگ در مصاحبه‌ای اعلام کرد که فیلم به مراتب قوی‌تر و تأثیرگذارتر از خود کتاب درآمده‌است.

## داستان فیلم
طوفانی سهمگین باعث می‌شود تا زندگی مردم شهر کوچکی به‌نام «مین» که در نزدیکی کوهستان قرار دارد به هم بریزد. تلفن‌ها قطع می‌شود و تقریباً اکثر وسایل الکتریکی از کار می‌افتد. دیوید که یک نقاش است و برای فیلم‌های هالیوودی پوستر درست می‌کند بعد از وقوع طوفان به همراه پسرش و همسایه‌ای که دل خوشی از او ندارد به سوی شهر می‌روند تا از فروشگاه کمی خرید کنند. طوفان افراد زیادی را برای خرید به فروشگاه کشانده و این مکان را شلوغ‌تر از همیشه کرده‌است. ابتدا همه چیز طبیعی به نظر می‌رسد اما بعد از مدتی صدای مهیب آژیر خطر به صدا درآمده و مه غلیظی همه جا را می‌پوشاند. همان‌طور که این مه مرموز کل آن ناحیه را دربرمی‌گیرد، گروهی از مردم، که دیوید و پسرش هم در بین آن‌ها هستند، در فروشگاه زندانی می‌شوند و این در حالی است که دنیای پیرامون این انسان‌ها به تدریج به جهنمی واقعی تبدیل می‌شود...